# دون ونايت
دون ونايت هو سياسي كندي، ولد في 9 أبريل 1942 في ميافورد في كندا. حزبياً، نشط في الحزب الليبرالي في أونتاريو ‏. وقد انتخب عضو برلمان مقاطعة أونتاريو.